# Балайфоссен
Балайфоссен (норв. Balåifossen) — второй по высоте водопад Европы, находящийся в юго-западной Норвегии. Расположен в регионе Хордаланн в 140 км к востоку от Бергена.
Образован рекой Балай. Высота Балайфоссена составляет 850 м (по другим данным — 765 м). Водопад состоит из трёх каскадов, высота наибольшего из них — 452 м. Средняя ширина Балайфоссена составляет около 8 м. Расход воды — 1 м³ в секунду. Балайфоссен питается в основном за счёт тающих снегов, поэтому летом или осенью может пересыхать.